# Минута, Николай Трофимович
Николай Трофимович Минута (11 декабря 1925, Павловка, Амурская губерния — 1999, Холмск, Сахалинская область) — передовик советского морского транспорта, бригадир слесарей Холмского морского торгового порта Министерства морского флота СССР, Сахалинская область, Герой Социалистического Труда (1966).

## Биография
Родился в 1925 году в селе Павловка (ныне — Белогорского района Амурской области) в русской семье.
После завершения обучения в средней школе, трудоустроился слесарем на ремонтный завод в городе Белогорске.
В 1942 году мобилизован в Красную Армию. Участник Великой Отечественной войны и войны с Японией. В августе 1945 года являлся командиром отделения 250-й отдельной разведывательной роты. Был представлен к награде — Орден Славы III степени.
В 1950 году, демобилизовавшись из армии, переехал в город Холмск и стал работать диспетчером портофлота Холмского морского торгового порта. Затем трудился старшим диспетчером и начальником портофлота. Одновременно проходил обучение на курсах крановщиков. С июня 1952 года работал крановщиком и старшим крановщиком портального крана. Внёс ряд предложений по совершенствованию этого труда. С 1957 года член КПСС. В 1961 году назначен бригадиром слесарей.
Именно под его руководство в Холмском порту были отремонтированы и введены в эксплуатацию несколько кранов различных марок. Подготовил более двадцати новых высокопрофессиональных специалистов, внёс на рассмотрение около 30 предложений и инициатив.
Указом Президиума Верховного Совета СССР от 29 июля 1966 года за достижение высоких показателей в деле развития морского транспорта Николаю Трофимовичу Минуте было присвоено звание Героя Социалистического Труда с вручением ордена Ленина и медали «Серп и Молот».
В 1988 году вышел на пенсию.
Проживал в городе Холмске. Умер в 1999 году. Похоронен на городском кладбище.

## Награды
За трудовые и боевые успехи был удостоен:
- золотая звезда «Серп и Молот» (29.07.1966)
- орден Ленина (29.07.1966)
- Орден Отечественной войны II степени (11.03.1985)
- Орден Трудового Красного Знамени (06.12.1957)
- Орден Славы — III степени (05.09.1945).
- другие медали.